# Jiří Jandák
Ing. Jiří Jandák (* 12. února 1958) je bývalý československý basketbalista, účastník Mistrovství Evropy 1983 a čtyřnásbný mistr Československa.
V československé basketbalové lize hrál 13 sezón v letech 1972-1989 za kluby Zbrojovka Brno, RH Pardubice a VŠT Košice. S týmem Zbrojovka Brno byl čtyřikrát mistrem Československa (1975-1978, 1987), dvakrát vicemistrem (1979-1980) a má jedno třetí místo (1981). V historické střelecké tabulce basketbalové ligy Československa (od sezóny 1962/63 do 1992/93) je na 84. místě s počtem 2902 bodů. 
S týmem Zbrojovka Brno se zúčastnil 6 ročníků evropských klubových pohárů v basketbale, z toho čtyřikrát Poháru evropských mistrů – 6. místo v semifinálové skupině (1977) a dvakrát účast ve čtvrtfinálové skupině (1978, 1979) a v ročníku 1987 vyřazení ve 2. kole od Realu Madrid. Dále hrál dvakrát ve FIBA Poháru Korač s účastí ve čtvrtfinálové skupině (1981) a ve 2. kole (1982).
Za reprezentační družstvo Československa v letech 1978-1985 odehrál 91 zápasů, z toho v kvalifikaci pro Olympijské hry 1980 (2. místo) a Mistrovství Evropy 1983 v Nantes, Francie (10. místo). Dále hrál na Mistrovství Evropy v basketbale kadetů 1975 (8. místo).
Po skončení hráčské kariéry se věnoval trenérské činnosti.

## Hráčská kariéra

### Kluby -liga
- 1975-1985 Spartak/Zbrojovka Brno – 3x mistr Československa (1976-1978), 2x vicemistr (1979, 1980), 3. místo (1981), 2x 4. místo (1982, 1984), 5. místo (1985), 7. místo (1983)
- 1985-1986 RH Pardubice – 4. místo (1986)
- 1986-1987 Spartak/Zbrojovka Brno – mistr Československa (1987)
- 1987-1989 VŠT Košice – 10. místo (1988)
- V československé basketbalové lize celkem 13 sezón (1975-1989) a 2902 bodů (84. místo) a 7 medailových umístění
  - 4x mistr Československa (1976-1978, 1987), 2x vicemistr: (1979, 1980), 3. místo: (1981)

### Evropské poháry klubů
- Zbrojovka Brno
  - Pohár evropských mistrů 4 ročníky – 1976-77 (6. místo v semifinálové skupině), 1977-78 (2. místo ve čtvrtfinálové skupině), 1978-79 (2. místo ve čtvrtfinálové skupině), 1986-87 (2. kolo, vyřazeni od Real Madrid)
  - FIBA Pohár Korač 2. ročníky – 1980-81 (2. místo ve čtvrtfinálové skupině), 1981-82 (2. kolo)

### Československo
- Předolympijská kvalifikace – 1980 Švýcarsko (16 bodů, 2 zápasy) 2. místo a postup na OH 1980
- Mistrovství Evropy – 1983 Nantes, Francie (6 bodů, 2 zápasy) 10. místo
- za reprezentační družstvo Československa v letech 1978-1985 hrál celkem 91 zápasů, z toho na světových a evropských soutěžích 4 zápasy, v nichž zaznamenal 22 bodů

## Trenér
- Houseři / Triga Eprin / BBK Brno
- Blansko (2. liga)